# Phelekezela Mphoko
Phelekezela Mphoko (Gwizane, 11 de junho de 1940 – Bulavaio, 6 de dezembro de 2024) foi um militar, diplomata, empresário e político do Zimbábue. Foi presidente interino do país no ano de 2017. Membro da União Nacional Africana do Zimbábue - Frente Patriótica (ZANU-PF), ocupou ainda o cargo de Segundo Vice-Presidente da República de 2014 até 2017. Anteriormente fora embaixador na Rússia, embaixador na Botsuana e depois embaixador na África do Sul.
Mphoko foi treinado na União Soviética como estratega militar antes de regressar à Rodésia para se juntar à luta armada pela independência do Zimbábue. Em 1972, foi comandante das Operações Wankie, quando o comando conjunto foi formado com as tropas da ala armada Lança da Nação, vinculadas ao Congresso Nacional Africano, que incluía nomes como Chris Hani, John Dube, e Joe Modise.
A sua nomeação como Segundo Vice-Presidente em dezembro de 2014 causou grande perturbação no seio da ZANU-PF. Embora tivesse uma considerável carreira como militar e diplomata, não tinha ocupado qualquer cargo de alto nível no governo ou no gabinete e não estava familiarizado com a situação no Zimbábue, tendo estado ausente do país durante muito tempo. Ao assumir a Segunda Vice-Presidência, Mphoko também recebeu a pasta ministerial de Restauração Nacional, Paz e Reconciliação. Em 6 de julho de 2015, Mugabe colocou Mphoko como responsável pela coordenação e implementação de políticas.
Durante a crise política no Zimbábue, em novembro de 2017, estava em visita oficial ao Japão, e permaneceu ausente do seu país durante todo o processo de golpe de Estado. Como pertencia à facção partidária que apoiava Grace Mugabe, que foi derrotada, não regressou ao país. Em 19 de novembro, foi expulso do partido no poder, a ZANU-PF. Porém, seu mandato como Presidente interino de jure foi confirmado de 21 de novembro de 2017 até 24 de novembro de 2017 após a demissão de Robert Mugabe como Presidente. Por fim, três dias após a posse de Emmerson Mnangagwa como Presidente, o mandato de Mphoko como Vice-Presidente terminou oficialmente em 27 de novembro de 2017.
Após ser afastado da política foi revelado que a família Mphoko possuía participações na rede de supermercados zimbabuenses Choppies e no grupo empresarial Motovac.

## Vida pessoal
A sua esposa, Laurinda Mphoko, é moçambicana e é considerada próxima da família de Samora Machel. Com Laurinda teve os filhos Siqokoqela, Sikhumbuzo e Siduduzo. O filho Siqokoqela chegou a ser preso em uma denúncia de corrupção.
Phelekezela Mphoko foi Adventista do Sétimo Dia.

## Morte
Mphoko morreu em Bulawayo , Zimbábue, em 6 de dezembro de 2024, aos 84 anos. Ele era o ex-vice-presidente sobrevivente mais velho do país na época de sua morte.